# دیوید گراسمن
دیوید گراسمن (عبری: דויד גרוסמן‎؛ زادهٔ ۲۵ ژانویهٔ ۱۹۵۴) نویسنده اهل اسرائیل است. کتاب‌های او تاکنون به ۴۶ زبان دنیا ترجمه شده‌است. او نویسنده آثار داستانی، غیرداستانی و ادبیات کودک است که پیش از این نشان شوالیه هنر و ادبیات را از کشور فرانسه دریافت کرده‌است. دیوید گراسمن با رمان «اسبی وارد بار می‌شود» موفق شد جایزه ۵۰ هزار پوندی من بوکر را از آن خود کند.
وی همچنین برندهٔ جوایزی همچون جایزه صلح کتاب‌فروشان آلمان شده‌است.